# Van der Knaaphal
Het Van der Knaaphal is een overdekte sportaccommodatie in Ede. 
Het sportcentrum werd in 2018 geopend en heeft de beschikking over een indoorhal met een toeschouwerscapaciteit van 1100. Daarnaast beschikt het over een fitnessruimte, multifunctionele sportruimtes/dojo en verschillende onderwijsruimten. In de hal worden nationale en internationale sportwedstrijden en -evenementen gehouden.
Onder meer de sportverenigingen FC Bordeauxboys, ZVV Ede en TweeVV zijn vaste gebruikers van het centrum. Ook maken verschillende scholen gebruik van de faciliteiten.